# USS McCook (DD-252)
Pour les autres navires du même nom, voir USS McCook et HMCS St. Croix.
L'USS McCook (DD-252) est un destroyer de classe Clemson construit pour l'United States Navy à la fin des années 1920. Il fut le premier navire nommé en l'honneur du commander Roderick S. McCook (en), un officier de l'Union Navy pendant la guerre de Sécession.
Sa quille est posée le 10 septembre 1918 par la société Bethlehem Shipbuilding Corporation au chantier naval Fore River à Quincy, dans le Massachusetts. Il est lancé le 31 janvier 1919, parrainé par Mme Henry C. Dinger, et mis en service le 30 avril 1919 sous le commandement du lieutenant commander G. B. Ashe.

## Historique

### United States Navy
Après sa croisière inaugurale, le McCook est affecté à la force de destroyers de l'Atlantic Fleet. Il opère le long de la côte est jusqu'au 30 juin 1922, date à laquelle il est retiré du service à Philadelphie. Le destroyer stationne dans l'United States Navy reserve fleets jusqu'à sa remise en service le 18 décembre 1939. L'année suivante, le McCook est l'un des cinquante destroyers désigné pour un échange dans le cadre de l'accord Destroyers for Bases Agreement avec la Grande-Bretagne. Le navire arrive à Halifax, en Nouvelle-Écosse, le 20 septembre 1940. Désarmé le 24 septembre, il est transféré à la Grande-Bretagne le même jour, mais en raison des pénuries de main-d'œuvre dans la Royal Navy, le navire est immédiatement retransféré dans la Royal Canadian Navy et finalement remis en service sous le nom de HMCS St. Croix (I81).

### Royal Canadian Navy

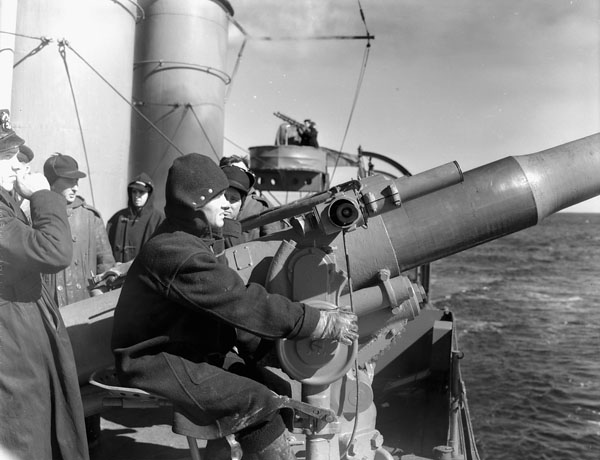
Équipage maniant un canon de 4 pouces du St. Croix à Halifax, mars 1941.

Le 14 mars 1941, le St. Croix débute ses missions d'escorte et de patrouille dans les eaux canadiennes. À la fin d'août, il rejoint la Newfoundland Escort Force (en) et fait la navette entre Saint-Jean de Terre-Neuve et Reykjavik. En mai 1942, la force est rebaptisée Mid-Ocean Escort Force.
Le 24 juillet 1942, le St. Croix coule le submersible allemand U-90 ayant attaqué le convoi (ON-113) en meute de combat. Au retour, le convoi ON-127 est attaqué par treize U-Boote. Entre le 10 septembre et le 14 septembre, onze navires marchands et un destroyer sont perdus.
Lors d'un transit avec le convoi KMS-10 entre Londonderry et Gibraltar le 4 mars 1943, le St. Croix et la corvette HMCS Shediac coulent l'U-87 à 200 milles au large de la péninsule Ibérique.
Le 16 septembre 1943, le St. Croix mène sa première patrouille avec une force opérationnelle offensive dans le golfe de Gascogne lorsqu'il est appelé au secours des convois ONS-18 et ON-202, attaqués par plusieurs meutes de loups gris (Rudeltaktik). La défense de ces convois entraîne une longue bataille avec des pertes des deux côtés. Quatre jours plus tard, le St. Croix se dirige vers les lieux pour grenader les sous-marins, il ralentit pour établir un contact par sonar. Deux torpille G7es tirées par l'U-305 l’atteignent juste au moment où il ralentit. Irrémédiablement atteint, il envoie un dernier message au sens peu clair :
« Je quitte le bureau ». Quelques secondes après, une troisième torpille touche la poupe du navire provoquant une terrible explosion. Des flammes s’élancent vers le ciel, en trois minutes, le destroyer canadien disparaît, emportant avec lui le commandant et de nombreux membres de l’équipage.
Lors de la bataille, les convois perdent trois navires d'escorte et six navires marchands, deux bâtiments d'escorte étant endommagés. Les U-Boote maneuvrant en Rudeltaktik perdent trois sous-marins.

## Commandement
- Lieutenant Morson Alexander Medland du 24 septembre 1940 au 10 octobre 1940.
- Lieutenant commander Harry Kingsley du 11 octobre 1940 au 10 décembre 1941.
- Lieutenant Ian Hunter Bell du 11 décembre 1941 au 5 janvier 1942.
- Lieutenant commander Andrew Hedley Dobson du 6 janvier 1942 au 20 septembre 1943 †.